# Hôtel de Sourdeval-Demachy
L’hôtel de Sourdeval-Demachy est un hôtel particulier situé à Paris en France.

## Localisation
Il est situé au 28 avenue de New-York, dans le 16e arrondissement de Paris.

## Histoire
L'hôtel est construit par l'architecte Louis Parent dans le style néo-Louis XIV pour le compte de Zélie de Sourdeval, petite-fille d'Auguste Ratisbonne. Mme de Sourdeval fait construire l'hôtel pour elle-même et pour son gendre le banquier Charles Demachy,
Charles Demachy revend l'hôtel en 1910 à Maurice de Wendel. José Maria Sert est chargé par Wendel de la décoration du grand salon en 1922.
Le musée Carnavalet rachète le salon et le mobilier en fer forgé de Raymond Subes en 1981.
En 2013, il est racheté 40 millions d'euros par une famille anglo-saxonne.
L'hôtel de 2 750 m2 dispose d'un jardin de 2 221 m2. Il compte 35 pièces.